# Toyota RAV4
Toyota RAV4 er en kompakt SUV fra Toyota. Bilen kom på markedet i 1994 og var ved lanceringen en helt ny biltype, som forenede flere af fordelene ved de store firehjulstrækkere som høj førerposition og firehjulstræk med en personbils smidighed og brændstoføkonomi. RAV4 betyder "Recreational Active Vehicle, 4-Wheel Drive", men første og anden generation findes også med kun forhjulstræk.
Den modtagelse RAV4 fik på store og vigtige bilmarkeder, gjorde at der lidt efter lidt kom flere konkurrenter som f.eks. Honda CR-V, Subaru Forester og Land Rover Freelander.

## Første generation (1994−2000)
RAV4 fandtes med to forskellige karrosserityper, en kort med tre døre og en lang med fem døre. Tredørsmodellen fandtes også med kun forhjulstræk. Modellen fandtes kun med 2,0-liters 16-ventilet benzinmotor med 129 hk

## Anden generation (2000−2006)
Ved introduktionen af anden generation fandtes fortsat en kort 4×2-version med tre døre. Den havde en 1,8-liters benzinmotor med 16 ventiler og VVT-i med 125 hk og et maksimalt drejningsmoment på 161 Nm. Femdørsmodellen havde en 2,0-liters benzinmotor med 16 ventiler og VVT-I med 150 hk og et maksimalt drejningsmoment på 192 Nm.
I 2003 fik RAV4 et facelift som inkluderede runde tågelys, hvide blinklys og dieselmotor på 2,0 liter med commonrail-indsprøjtning, 116 hk og 250 Nm. Anden generation havde permanent firehjulstræk med ligelig fordeling af kraften på for- og bagaksel via en viskosekobling.

## Tredje generation (2006−)
Den seneste RAV4 er totalt fornyet, både karrosserimæssigt og teknisk. Modellen er 14,5 centimeter længere end forgængeren. Fleksibiliteten i kabinen er øget ved at bagsæderne nu kan lægges fladt ned i bagagerumsgulvet. Den nye teknologi sørger for at kraften fordeles trinløst og variabelt mellem for- og bagaksel varierende fra 100-0 til 55-45% afhængigt af vej- og føreforholdene. 55-45 fordeling kan også vælges manuelt. Udover benzinmotoren på 2,0 liter findes modellen med to dieselmotorer på 2,2 liter med 137 og 177 hk.

## Elbil
RAV4 findes også som elbil, RAV4 EV produceret i 1.575 eksemplarer, i alt væsentlighed i Californien. De fleste blev leaset, og nogle også solgt i en periode på syv måneder. Mange af leasingbilerne er ophugget, men flere hundrede er fortsat i daglig drift.